# Алі Маамар
Алі Маамар (нід. Ali Maamar; нар. 23 березня 2005) — марокканський і бельгійський футболіст, захисник клубу «Андерлехт».

## Клубна кар'єра
Вихованець команд «Льєрс» і «Мехелен», а 2019 року приєднався до академії «Андерлехта». 2 грудня 2022 року дебютував за фарм-клуб «Андерлехт Ф'ючерз» в матчі Челленджер Про-ліги проти «Йонг Генк». 3 травня 2024 року підписав з клубом свій перший професіональний контракт, що розрахований до літа 2026 року.
12 січня 2025 року дебютував в основному складі «Андерлехта» в матчі Про-ліги проти «Брюгге», провівши усю гру. 16 січня 2025 року продовжив контракт з клубом до 2028 року. 23 січня в поєдинку Ліги Європи УЄФА проти чеського клубу «Вікторія» (Пльзень) дебютував у єврокубках. В своєму дебютному сезоні дійшов з «Андерлехтом» до фіналу Кубка Бельгії, в якому його команда в підсумку поступилась «Брюгге».

## Кар'єра в збірній
Виступав за збірну Бельгії до 19 років. 2023 року почав виступати за збірну Марокко до 20 років.

## Статистика виступів
Станом на 10 серпня 2025
| Клуб              | Сезон             | Чемпіонат           | Чемпіонат | Чемпіонат | Кубок | Кубок | Єврокубки | Єврокубки | Інші  | Інші | Всього | Всього |
| Клуб              | Сезон             | Дивізіон            | Матчі     | Голи      | Матчі | Голи  | Матчі     | Голи      | Матчі | Голи | Матчі  | Голи   |
| ----------------- | ----------------- | ------------------- | --------- | --------- | ----- | ----- | --------- | --------- | ----- | ---- | ------ | ------ |
| Андерлехт Ф'ючерз | 2022–23           | Челленджер Про-ліга | 4         | 0         | —     | —     | —         | —         | —     | —    | 4      | 0      |
| Андерлехт Ф'ючерз | 2023–24           | Челленджер Про-ліга | 10        | 0         | —     | —     | —         | —         | —     | —    | 10     | 0      |
| Андерлехт Ф'ючерз | 2024–25           | Челленджер Про-ліга | 12        | 0         | —     | —     | —         | —         | —     | —    | 12     | 0      |
| Андерлехт Ф'ючерз | Всього            | Всього              | 26        | 0         | 0     | 0     | 0         | 0         | 0     | 0    | 26     | 0      |
| Андерлехт         | 2024–25           | Про-ліга            | 15        | 0         | 2     | 0     | 3         | 0         | —     | —    | 20     | 0      |
| Андерлехт         | 2025–26           | Про-ліга            | 3         | 0         | 0     | 0     | 3         | 0         | 0     | 0    | 6      | 0      |
| Андерлехт         | Всього            | Всього              | 18        | 0         | 2     | 0     | 6         | 0         | 0     | 0    | 26     | 0      |
| Всього за кар'єру | Всього за кар'єру | Всього за кар'єру   | 44        | 0         | 2     | 0     | 6         | 0         | 0     | 0    | 51     | 0      |

1. ↑  Матчі в Лізі Євпопи УЄФА
2. ↑  2 матчі в Лізі Європи УЄФА, 1 матч в Лізі конференцій УЄФА